# Jussara (Goiás)
Jussara é um município brasileiro do interior do estado de Goiás. Sua população em 2021 era de 18 266 habitantes, conforme estimativa do IBGE.
O Município de Jussara está localizado a Noroeste do Estado de Goiás, na microrregião do Rio Vermelho. Possui uma área de 4.092,456 km², com latitude de 15º52´32’’ ao sul do Equador e longitude de 50º52’04’’ do Meridiano de Greenwich. Limita-se com os municípios de Britânia, Fazenda Nova, Novo Brasil,Itapirapuã e Montes Claros.
A divisão administrativa composta pelos distritos de São Sebastião do Rio Claro, Betânia, Campo Alegre, Cesáreia, Nova Trindade e o povoado Estação Floriano.

## História
O município de Jussara surgiu em 1945 pelos fundadores Estevam Fernandes Rebouças, Limírio Neves da Mota, Dionísio Candido da Silva, Antônio Alves de Brito e Antônio Terêncio Sobrinho, que vieram em busca de terras férteis. Em 1943, chegaram às margens do Rio Água Limpa, do então município de Cidade de Goiás, onde formaram um pequeno povoado, dando origem à Colônia Agrícola do Água Limpa. A fertilidade do solo e as características climáticas da região favoreceram o surgimento de grandes fazendas agropecuárias, causando a expansão do povoado, motivo que fez com que a câmara municipal de Goiás elevar a Colônia do Água Limpa a distrito.
Em 1950, o local ganhou o nome de Jussara, em homenagem à Jussara Márquez, primeira goiana eleita Miss Brasil. No dia 12 de novembro de 1953, o povoado foi elevado à condição de distrito.
Nesse período, as boas notícias sobre a promissora Jussara começaram a ecoar pelos rincões brasileiros, atraindo migrantes de boa parte do país. Um deles foi Samuel Fleury de Passos, recém formado pela Faculdade de Farmácia e Odontologia do Estado de Goiás, que chegou ao distrito em 1º de junho de 1958, procedente da Cidade de Goiás, depois de uma viagem de oito horas de jardineira do Alemão, principal meio de transporte da época. “Tinho”, como ficou conhecido, montou a Farmácia Jussara. Iluminado à luz de lampião, a farmácia fez parte da história da região, tornando-se palco dos principais acontecimentos de Jussara, inclusive da emancipação política.
Em 14 de novembro de 1958 tornou-se um município. Em 3 de outubro de 1960 realizaram-se as primeiras eleições municipais, sendo o 1° prefeito, Paulo Dias Toledo.

## Vegetação
Encontramos no município os dois tipos de vegetação, próprias das áreas de Cultura e do Cerrado. Por tanto a vegetação é formado por cerrado, campos e matas onde se encontra grande quantidade de babaçu. Há, também, várias espécies de plantas medicinais, como a caroba, quimera e outras. As matas aparecem como manchas isoladas em algumas partes do município e são formadas por árvores grandes, como cedros, jatobás, jequitibá, peroba, aroeira e sucupira.

## Recursos hídricos
Sua hidrografia, pertencente à bacia do Araguaia tendo os principais rios: Araguaia, Claro e Água Limpa e complementado por pequenos cursos d’água como os dos ribeirões Samambaia, Onça, Molha Biscoito, Marreca e Mata Fria.

## Clima
O clima do município é tropical. A temperatura apresenta média máxima anual de 39 °C e média mínima anual de 15 °C. A temperatura do ar média é de 28 °C e o período de chuvas regulares é de novembro a abril e estação das secas de maio a setembro podendo ocorrer chuvas no mês de outubro.

## Educação
Existem no município 5 escolas estaduais de Ensino Fundamental e Médio e 6 escolas municipais exclusivamente de Ensino Fundamental.
Jussara conta hoje com duas universidades, a UEG e a UniFAJ.